# Terenci Moix

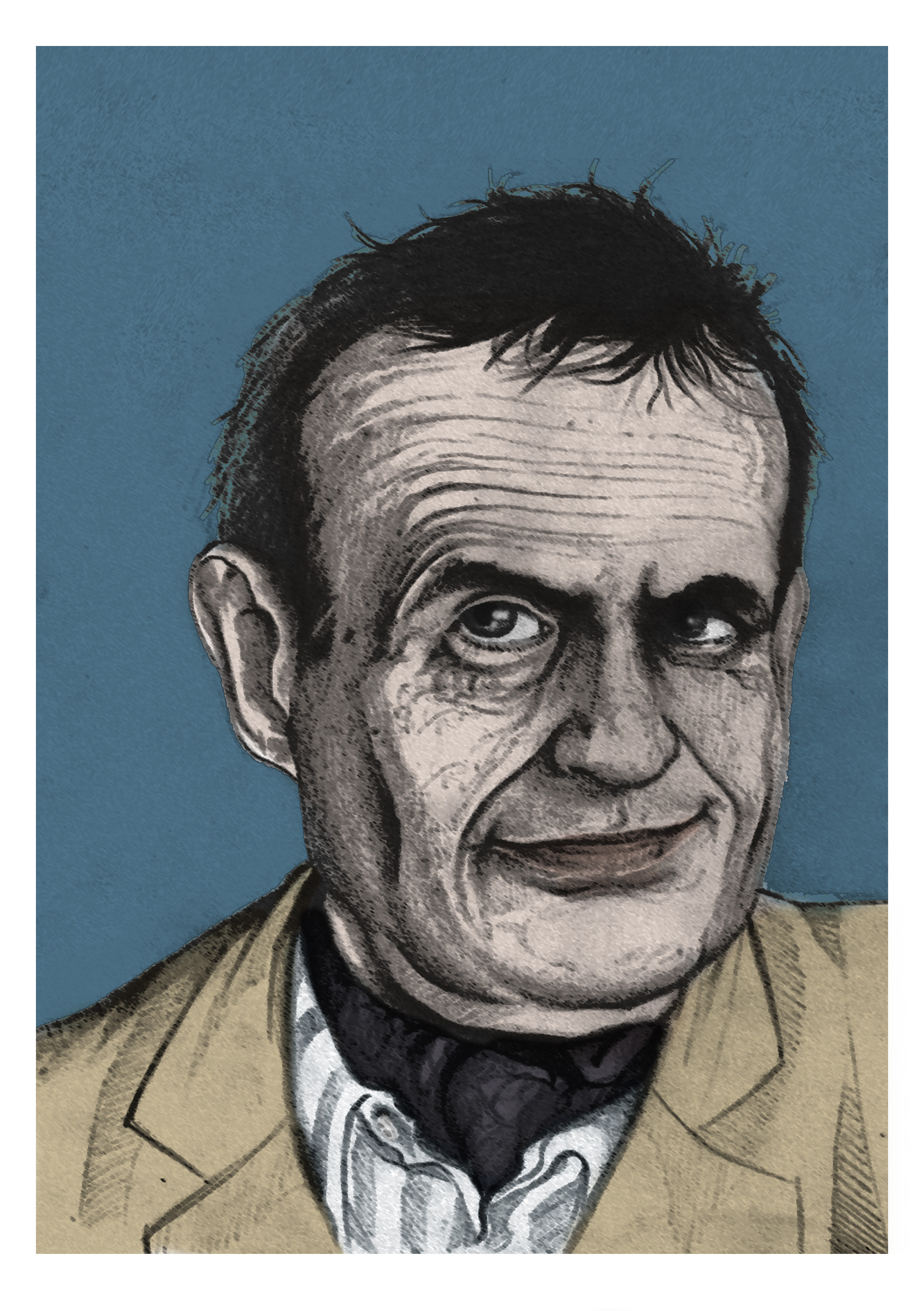
Terenci Moix

Terenci Moix [təˈɾɛnsi ˈmoʃ] (eigtl. Ramon Moix i Meseguer; * 5. Januar 1942 in Barcelona; † 2. April 2003 ebenda) war ein spanischer Schriftsteller und Journalist, der sowohl spanische als auch katalanische Werke veröffentlicht hat.
In Barcelona zur Zeit der Franco-Diktatur aufgewachsen, verbrachte Moix die 1960er Jahre in den Künstlerkolonien von London und Paris und hielt sich in den 1970er Jahren in Rom auf. Sein 1969 erschienener Roman Der Tag, an dem Marilyn starb – eine Familienchronik, in der sich die Geschichte seiner Heimatstadt Barcelona im 20. Jahrhundert spiegelt – wurde zu einem großen Publikumserfolg und brachte Moix den Durchbruch als Schriftsteller. Seine größten Erfolge feierte Moix, der sich schon in seiner Jugend für die Antike und das Ägypten der Pharaonenzeit begeistert hatte, mit anspruchsvollen historischen Romanen, darunter der opulente Bestseller Der Traum der Kleopatra (1986), der mit dem renommierten Literaturpreis Premio Planeta ausgezeichnet wurde. Neben seiner schriftstellerischen Tätigkeit arbeitete Moix als Journalist für mehrere Zeitungen.

## Werke (Auswahl)

### Romane
- La torre de los vicios capitales
- El día que murió Marilyn
- Olas sobre una roca desierta
- Mundo macho
- La caiguda de L'imperi sodomita
- La increada conciencia de la raza o melodrama
- "Extraňo en el paraiso"
- Sadistic, esperpentic i adhuc metafisic
- Nuestro Virgen de los mártires
- Amami, Alfredo! o polvo de estrellas
- No digas que fue un sueño
- El arpista ciego
- Der Traum der Kleopatra